# Anitta
Anitta, figlio di Pithana, o anche Anittas o Anita, (... – 1720 a.C. circa) fu un sovrano, re della città anatolica di Kuššara, non ancora esattamente localizzata, e di Kanesh, nel XVIII secolo a.C.
È considerato uno dei primi grandi sovrani anatolici; continuò la politica aggressiva del padre Pithana creando un regno tra i più estesi del periodo, in quell'area. Originario di Kuššara, dopo che il padre conquistò la città di Kaneš, vi spostò la propria corte.
Incerte sono le notizie e ancor più le datazioni relative al regno di Kaneš. È stato ipotizzato per Anitta un regno piuttosto lungo, tra il 1775 a.C. e il 1740 a.C., mentre recentemente è stata proposta una datazione più prossima, tra il 1745 e il 1720 circa, che meglio calza con le datazione incrociate dei regni vicini.

## Fonti documentali
Le fonti storiche da cui trarre notizie sulla vita e le imprese di Anitta sono tre, due delle quali posteriori.
La prima fonte è il cosiddetto Proclama di Anitta, un breve resoconto della vicenda che portò alla formazione del primo esteso regno nella storia dell'Anatolia e che è considerato il più antico testo in lingua ittita (e anche in una lingua indoeuropea) attualmente conosciuto. Fu redatto ai tempi del regno del sovrano ittita Hattušili I, probabilmente riportando il testo delle iscrizioni dedicate ad Anitta a Kaneš.
La seconda fonte è un più tardo testo ittita, l'Editto di Telipinu, un corpus normativo riguardante la successione al trono e il diritto pubblico ittita, redatto alcuni secoli dopo (1500 a.C. circa), che riproduce alcune iscrizioni prese dal proclama di Anitta.
La terza fonte è una punta di lancia incisa ritrovata negli scavi della città di Kanesh che riporta la scritta É.GAL A-ni-ta ru-bā-im, cioè (proprietà del) gran palazzo di Anitta, il re (rubâ'um era l'antico termine per "re" in lingua nesita prime che venisse adottato il termine accadico šarrum). Questo reperto conferma come Kanesh fosse divenuta la capitale del regno di Anitta e la sua residenza.
L'Anatolia centrale, negli anni fra il 2000 a.C. e il 1700 a.C., era divisa in un gran numero di piccoli regni e città-stato, legati fra loro da una complessa serie di trattati che avevano lo scopo di garantire la sicurezza degli indispensabili commerci con l'Assiria (come l'importazione dello stagno, necessario alla fabbricazione del bronzo). Particolarmente importanti erano i "Karum", empori posti sulle rotte commerciali, dove si effettuavano gli scambi; essi sorgevano nei pressi dei centri più importanti e costituivano il tessuto economico dell'area.
I regni più potenti, all'inizio del XVIII secolo a.C., erano quello di Hatti, con capitale Hattuša, che controllava gran parte della valle del fiume Marassantiya, l'odierno Kızılırmak; la città di Zalpa/Zalpuwa posta alla foce del Kizilirmak sul Mar Nero, la città di Purushanda, a sud-ovest del Marassantiya, Kuššara posta a sud-est, e soprattutto il regno di Kanesh/Neša, l'attuale Kültepe) che era il fulcro della rete commerciale dei mercati anatolici.
L'importanza politica, commerciale e culturale della città di Kanesh è testimoniata dal fatto che la lingua ittita fosse già allora chiamata "nesita", nesumnili, cioè lingua di Neša.

Il Proclama di Anitta narra le gesta del padre, Pithana, durante la conquista di Kanesh, probabilmente per dimostrare come il figlio si fosse mosso sulle sue orme, continuando nella sottomissione delle città vicine, incluse Hattuša e Zalpa/Zalpuwa.

## Formazione di un regno: da Pithana ad Anitta
Anitta, alla morte del padre, ereditò il regno di Kuššara e Kanesh, dove era stata trasferita la sede reale.
Il Proclama di Anitta racconta la conquista di Kanesh da parte di suo padre Pithana: «(Pithana) il re di Kuššara scese dalla città con tutte le (sue) forze e conquistò di notte Neša con la forza, catturò il re di Neša ma non fece alcun male a nessun figlio di Neša: li trattò come madri e padri»..Le ragioni che spinsero Pithana (e poi suo figlio) a scendere in guerra possono essere state varie, ma le più probabili erano di ordine commerciale.
Dal carteggio ritrovato nell'archivio del palazzo reale di Neša fra Waršama, l'ultimo re nesita della città prima della conquista da parte di Pithana, e Anum-Hirbi, re di Mama (in antico assiro) o Haššum (in antico babilonese e in lingua Ittita) e Zalwar, si capisce come fosse difficile per i sovrani dell'area controllare i vassalli. I continui piccoli conflitti locali danneggiavano il commercio su grande scala con l'Assiria, rendendo insicure le vie di comunicazione. Il testo di questa lettera diplomatica è chiaro sull'argomento: 
I due re si accordarono per un nuovo e più stringente giuramento di alleanza. Intrecciare questo rapporto di cooperazione risolveva i problemi con i regni a sud e ovest di Neša, ma non quelli con i regni a nord ed est, tra cui Kuššara. È possibile che il tentativo di sottomettere quei regni, magari chiudendo le vie commerciali a essi dirette, possa avere provocato la reazione di Pithana.
Pithana conquistando Neša pose le basi per un controllo delle vie commerciali anatoliche che suo figlio Anitta tentò di completare..
Ampliato il suo regno Pithana assunse il titolo di Grande re (Lugal gal)
 che accompagnò anche il regno di suo figlio Anitta, destinato a governare territori assai più vasti.

## L'espansionismo di Anitta

Mappa dell'Anatolia ai tempi dei primi re Ittiti

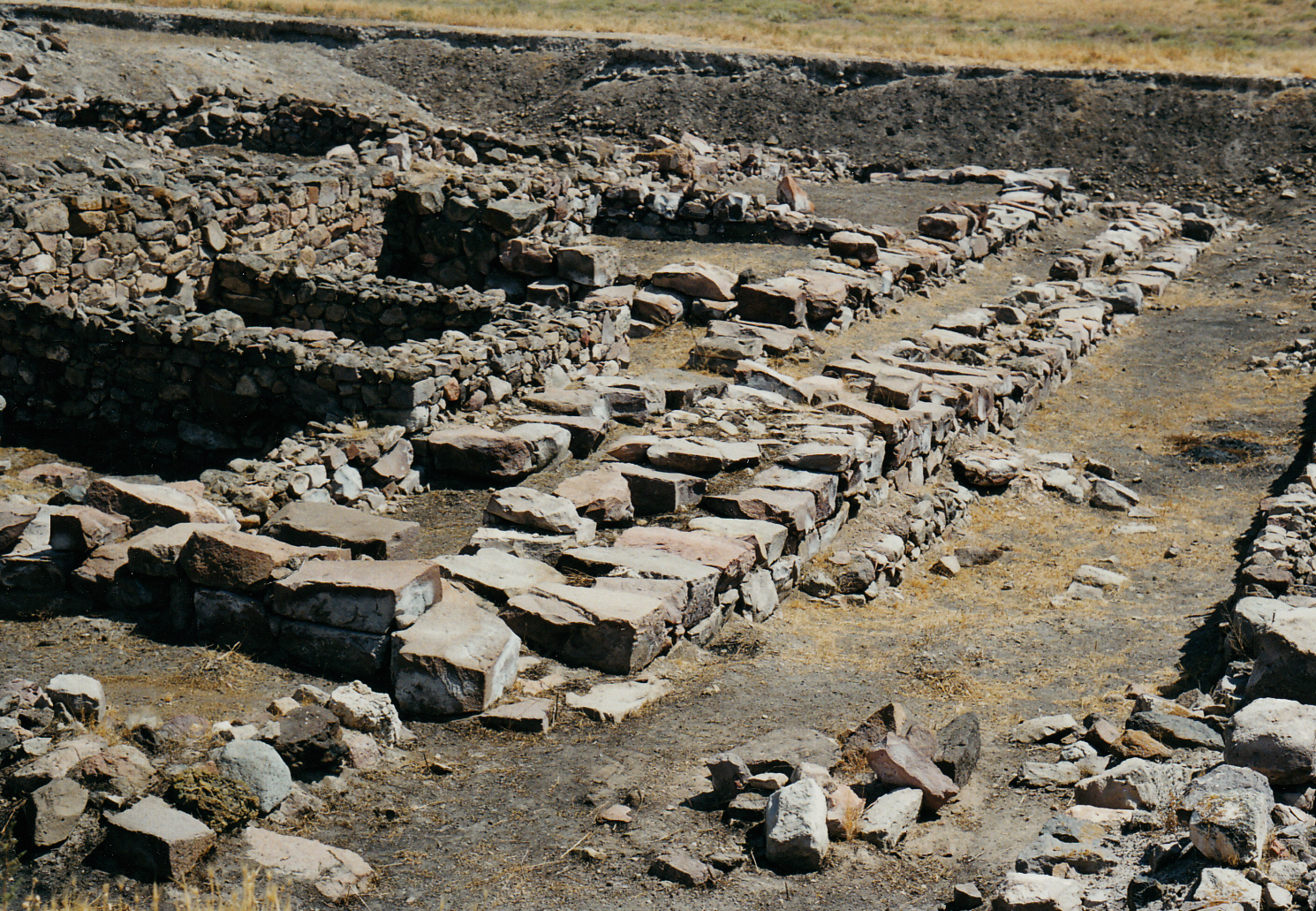
Resti del palazzo reale di Kaneš

Alla morte del padre Anitta si trovò prima a dovere combattere contro vassalli ribelli (l'iscrizione parla di regni posti ad est). Domate queste rivolte Anitta dovette affrontare un'alleanza fra Zalpa ed Hatti, la cui capitale era Hattuš. Questi due regni controllavano i territori posti all'interno della grande ansa del fiume Marassantiya, il più lungo dell'Anatolia, fino al Mar Nero dove, nei pressi della foce del fiume, era posta Zalpa.
In precedenza la stessa alleanza, nel 1833 a.C. aveva attaccato e incendiato Kanesh. Probabilmente questi regni del centro nord anatolico tolleravano la potenza del bazar e della città di Kanesh, fino a quando era funzionale al mantenimento dei commerci.  Tuttavia, ne temevano l'ascesa, forse perché avrebbe potuto ricattarli con la chiusura delle vie commerciali. 
Anitta non aspettò gli eventi ma prese l'iniziativa: nel 1730 a.C. espugnò Zalpa, catturando il suo re Huzziya e riportando a Kanesh le statue sacre degli dei trafugate nel 1833 a.C. Nel 1729 pose sotto assedio Hattuš, prendendola per fame e catturando il suo re Piyusti. Hattuš fu rasa al suolo e maledetta. Le dinastie sconfitte probabilmente scomparvero.
Quanto riportato nel proclama di Anitta sembra confermato dai reperti archeologici di Hattuša, che testimoniano un vasto incendio della città datato al XVIII secolo a.C..La maledizione non ebbe effetti duraturi: un secolo dopo, Ḫattuša divenne la capitale del regno ittita.
Affrontate le minacce più gravi incombenti sul suo regno Anitta concentrò le operazioni militari per il controllo dei territori a sudovest di Kanesh. L'obiettivo era la conquista della città di Salatiwara che si trovava sulla strada che collegava i regni di Wahsusana e di Purushanda, forse non lontana dalla attuale Ankara. Furono necessarie due campagne militari. Nella prima Anitta sconfisse l'esercito nemico, ma non riuscì a prendere la città. Nella seconda, espugnò Salatiwara, radendola al suolo e riportando un ricco bottino oltre a molte armi e cavalli.
L'anno successivo Anitta diresse le sue truppe contro il potente e ricco regno di Purushanda, posto ad Ovest, il cui re godeva dell'appellativo riconosciuto di "gran re". Il re di Purushanda evitò lo scontro militare, inviandogli doni e sottomettendosi, ottenendo di essere accolto fra i principi di Kanesh e di essere nominato governatore di un regno tributario.
L'azione di Anitta aveva così completamente alterato la struttura politica anatolica, con i Nesiti che direttamente o indirettamente controllavano l'intera area, come mai in precedenza.
Oltre alle città di Kanesh e Kuššara, sedi reali, e Purushanda probabilmente controllata direttamente, Anitta aveva insediato sul trono dei più importanti regni della zona alcuni membri del proprio nucleo familiare. A Zalpa regnava Peruwa, probabilmente suo fratello, mentre a Hatti, scomparsa la dinastia di Piyusti, in quegli anni saliva al trono PU-Sarruma, forse di origine nesita e forse membro della famiglia reale. Il piccolo regno di Kuššara, da cui era partito Pithana solo due decenni prima, aveva quasi raggiunto le dimensioni di un impero.
Anitta, inoltre, avviò una serie di lavori pubblici per abbellire Kanesh, dotandola anche di uno zoo contenente due leoni ed altri centoventi animali.

## Epilogo: la fine del regno nesita
Gli sforzi di Pithana ed Anitta ebbero effetti molto limitati nel tempo. Anche se una fascia dell'Anatolia centro orientale (da nord a sud, tutto il bacino del fiume Kızılırmak ed i territori del regno di Purushanda) fu posta sotto il controllo del re di Kanesh, l'Anatolia meridionale precipitò nell'anarchia, per il collasso degli antichi regni. Il commercio con l'Assiria entrò progressivamente in crisi, come dimostra la scomparsa degli archivi dei mercanti assiri dalle colonie commerciali anatoliche (Karum). Questi archivi avevano fornito un'abbondante e precisa documentazione della politica anatolica degli anni precedenti. Inoltre, in Mesopotamia, il regno di Babilonia, con il re Hammurabi, aveva espanso la sua potenza rendendo vassalli sia il regno assiro sia quello di Aleppo, modificando forse in questo modo le vie commerciali.
Alla fine del XVIII secolo a.C.Kanesh venne attaccata, incendiata e rasa al suolo da nemici sulla cui identità non vi è accordo. Le ipotesi più accreditate sono quelle di un attacco hurrita da est, oppure di un contrattacco improvviso di Salatiwarada ovest. Probabilmente Anitta all'epoca era già morto e sul trono sedeva Zuzu, forse suo figlio, il cui destino è incerto: potrebbe aver riportato la capitale del regno a Kuššara o potrebbe essere perito nel disastro.

## Ipotesi alternativa su Zuzu
La visione classica secondo la quale Zuzu sarebbe l'erede e probabilmente il figlio del Gran Re Anitta è stata messa in dubbio da una parte di storici che ritengono questa versione alternativa a quella per cui, invece, Zuzu sarebbe stato il sovrano di uno stato straniero, nemico di Anitta, che avrebbe sconfitto i nesiti ed annientato la dinastia regale di Kanesh, subentrandole.
Accettato che il regno di Zuzu segua quello di Anitta, grazie alla presenza di funzionari comuni in alte cariche, l'avvicendamento tra i due re si collocherebbe attorno all'anno 1720/1710, proprio la data della caduta di Kanesh; Zuzu tradizionalmente è considerato il sovrano della città espugnata, ma non vi sono prove che invece non ne potesse essere l'assalitore.
Zuzuè un nome forse hurrita, attestato a Nuzi, che in qualche modo parrebbe rompere con i precedenti nomi nesiti. Significativo è anche il fatto che proprio in questo periodo si assista nell'area a progressive penetrazioni hurrite da est, che potrebbero essere responsabili della caduta di Kanesh, alternativamente alla versione tradizionale di un attacco dalla città di Salatiwara. Hurriti di cui Zuzu potrebbe esser stato un capo. Inoltre Zuzu è chiamato "Gran Re (di) Alahzina", toponimo al momento ignoto che potrebbe riferirsi al regno creato dai nesiti unendo Kanesh a Kuššara, ma chepotrebbe rappresentare una terra sconosciuta da cui Zuzu avrebbe mosso per sconfiggere Anitta. 
Infine sappiamo che il "Rabi Simmiltim" di Anittaera Peruwa, mentre del nome di Zuzu nei documenti del Gran Re Anitta non troviamo traccia.
Il tutto resta speculativo perché non abbiamo alcuna indicazione che Zuzu abbia preso il potere con la forza, e solo in una circostanza nota (Pithana-Anitta) il "Rabi Simmiltim" dei re nesiti è poi divenuto a propria volta re. InoltreKuššara pare collocata in un'area con popolazione mista ittita-hurrita, e pertanto Zuzu potrebbe linguisticamente ben provenire dalla madrepatria nesita. Infinesolo Anitta e Zuzu condividono il titolo di "Ruba'um GAL" (Grande Re?) che fa pensare che quest'ultimo "sia stato il successore di Anitta ed erede delle sue conquiste". Resta inoltre il mistero sulla fine di Zuzu, qualora non fosse stato il sovrano di Kanesh alla caduta della città, e del perché non si abbiano notizie di suoi successori e si ritrovino invece, pochi anni dopo, senza resoconti di battaglie, i suoi territori in mano ittita. La questione resta aperta.
Kanesh fu ricostruita ma non riacquistò più l'importanza precedente.